# Вентотене (община)
Вентотѐне (на италиански: Ventotene) е община в Централна Италия, провинция Латина, регион Лацио. Разположена е в Тиренско море. Населението на общината е 745 души (към 2010 г.).
Общината се състои от 2 острова от архипелага на Понцианските острови: Вентотене (Ventotene) и Санто Стефано (Santo Stefano).